# Championnats du monde de beach tennis
Les championnats du monde de beach tennis sont une compétition sportive annuelle de beach tennis constituant les championnats du monde de ce sport. Ils sont organisés par la Fédération internationale de tennis depuis 2009.